# یویا ماتسوشیتا
یویا ماتسوشیتا (انگلیسی: Yuya Matsushita؛ زادهٔ ۲۴ مهٔ ۱۹۹۰) یک موسیقی‌دان اهل ژاپن است. وی از سال ۲۰۰۸ میلادی تاکنون مشغول فعالیت بوده‌است.